# Herqueville, Manche
Herqueville är en kommun i departementet Manche i regionen Normandie i norra Frankrike. Kommunen ligger i kantonen Beaumont-Hague som tillhör arrondissementet Cherbourg. År 2018 hade Herqueville 149 invånare.

## Befolkningsutveckling
Antalet invånare i kommunen Herqueville
| Referens: INSEE |